# Walt Disney Records: The Legacy Collection
Walt Disney Records: The Legacy Collection est une série de box set de compilations musicales  publié par Walt Disney Records. Cette série marque le 60e anniversaire Disneyland, ainsi que les anniversaires distincts et respectifs de certains films Disney. Chaque album est constitué d'œuvres originales et d'illustrations réalisées par l'artiste Loreley Bové des Walt Disney Animation Studios . Ces albums contiennent les "Lost Chords", des pistes enregistrées par des musiciens travaillant pour Disney, sur des musiques et chansons qui ont été rejetées en production, et par conséquent qui ne sont pas incluses dans les films. Le premier album de la collection est donc celui du Roi lion, le 24 juin 2014, pour fêter les 20 ans de la sortie du film.
Le 24 août 2015, Walt Disney Records annonce quatre bandes originales supplémentaires à cette collection.

## Disques
Premier lot annoncé en 2014
- Le Roi lion (1994), bande originale sortie le 24 juin 2014 avec 2 disques dont 7 démos.
- Mary Poppins (1964), bande originale sortie le 26 août 2014 avec 3 disques dont le deuxième contient 15 démos et le troisième contient des enregistrements des réunions de productions
- La Belle au bois dormant (1959), bande originale sortie le 7 octobre 2014 avec 2 disques
- La Petite Sirène (1989), bande originale sortie le 24 novembre 2014 avec 2 disques
- Fantasia (1940), bande originale sortie le 13 janvier 2015 avec 4 disques, deux des enregistrements de Leopold Stokowski avec le Philadelphia Orchestra et deux des enregistrements d'Irwin Kostal avec le Disney Studio Orchestra en 1982
- Pinocchio (1940), bande originale sortie le 10 février 2015 avec 2 disques
- La Belle et le Clochard (1955), bande originale sortie le 28 avril 2015 avec 2 disques
- Disneyland, bande originale sortie le 20 mai 2015 avec 3 disques des musiques des attractions du parc
- Cendrillon (1950), bande originale sortie le 16 juin 2015 avec 2 disques
- Toy Story (1995), bande originale sortie le 10 juillet 2015 avec 2 disques

Second lot annoncé en 2015
- Pocahontas (1995), bande originale sortie le 7 août 2015 avec 2 disques
- Les Aristochats (1970), bande originale sortie le 21 août 2015 avec 2 disques

Troisième lot annoncé en 2017
- La Belle et la Bête (1991), bande originale sortie le 09 février 2018 avec 2 disques
- Robin des bois (1973), bande originale sortie le 4 août 2017 avec 2 disques